# Pseudocriopsis modesta
Pseudocriopsis modesta är en skalbaggsart som beskrevs av Julius Melzer 1931. Pseudocriopsis modesta ingår i släktet Pseudocriopsis och familjen långhorningar. Inga underarter finns listade i Catalogue of Life.